# Георге Брега
Георге Брега е молдовски лекар и политик, действащ министър-председател на Молдова от 30 октомври 2015 г. до 20 януари 2016 г. Той е бил заместник министър-председател по социалните въпроси на Молдова от 30 юли 2015 г. до 30 май 2017 г. и член на молдовския парламент от 2009 до 2015 г.

## Биография
Брега е роден в Съветска Молдова на 25 септември 1951 г. Завършва Държавния университет по медицина и фармация „Николае Тестемицану“ в Кишинев през 1974 г. Той е член на парламента на Молдова от 2009 г. до 31 юли 2015 г.
На 30 октомври 2015 г. той е назначен за изпълняващ длъжността министър-председател (locum tenens), докато Павел Филип не е избран за постоянен заместник на Валериу Стрелец и сформира нов кабинет, в който Брега продължава работата си като заместник министър-председател по социалните въпроси. Той е първият и последен член на Либералната партия (PL), заемал длъжността министър-председател в каквото и да е качество, дори ако е действащ.